# Iivo Nei
Iivo Nei (Tartu, 31 d'octubre de 1931), és un jugador d'escacs estonià, que té el títol de Mestre Internacional des de 1964.

## Resultats destacats en competició
El 1947, al començament de la seva carrera, en Nei fou 3r a Leningrad (Sant Petersburg) al VI Campionat júnior de l'URSS (el campió fou Víktor Kortxnoi). El 1948, empatà al primer lloc amb Kortxnoi a la VII edició del Campionat júnior de l'URSS, a Tallinn.
En Nei va guanyar vuit cops el Campionat d'Estònia (1951, 1952, 1956, 1960–1962, 1971, i 1974). El 1955, empatà als llocs 3r-6è al Campionat bàltic a Pärnu (el campió fou Paul Keres). El 1960, empatà als llocs 14è–15è al 27è Campionat de l'URSS a Leningrad (el campió fou en Kortxnoi). El 1961, va guanyar el Campionat bàltic a Palanga. El 1962, guanyà a Tartu. El 1963, guanyà novament el Campionat bàltic a Estònia, i repetí triomf el 1964, a Pärnu. El 1964, empatà al primer lloc amb Keres al Torneig Hoogevens de Beverwijk. El 1965, fou segon, rere Vladas Mikėnas, al Campionat bàltic a Palanga.
En Nei fou un dels segons de Borís Spasski (conjuntament amb Iefim Hèl·ler i Nikolai Kroguius) pel Matx pel Campionat del món de 1972 Fischer vs. Spasski.